# 嘉乐泉乡
加乐泉乡，是中华人民共和国山西省太原市古交市下辖的一个乡镇级行政单位。

## 行政区划
加乐泉乡下辖以下地区：
嘉乐泉社区、铁炉沟社区、冶元村、咀头村、南村、象儿足村、郝家曲村、盘道村、阳岩村、杏树坪村、佛堂坪村和明家洼村。